# القطط في مصر القديمة

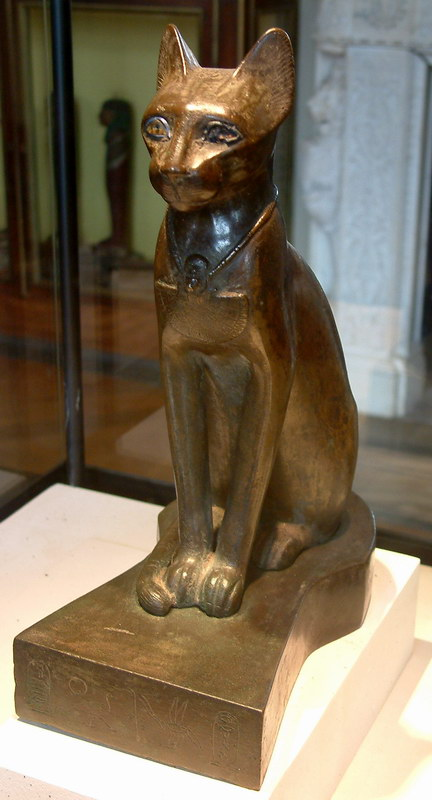
تمثال لقط مصري قديم مصنوع من البرونز والزجاج، قسم الآثار المصرية في متحف اللوفر، فرنسا.

كانت القطط معروفة في مصر القديمة باسم "ماو"، وكان لها مكانة مهمة في المجتمع المصري القديم. بناء على مقارنات الحمض النووي الأخيرة لأنواع الكائنات الحية، تشير التقديرات إلى أن القطط استأنست لأول مرة منذ حوالي 10,000 سنة في منطقة الهلال الخصيب. وبعد آلاف السنين، أصبحت ديانة سكان مصر القدماء متعلقة بالحيوانات، ومن بينها القطط.
بسبب مكافحتها للحشرات وقدرتها على قتل الثعابين مثل الكوبرا، أصبحت القطة المستأنسة رمزًا للنعمة والاتزان. ثم أصبحت مع مرور الزمن ألوهيتها تمثل الحماية، والخصوبة، والأمومة.
كحيوان مقدس مهم في المجتمع والديانة المصرية، تلقت بعض القطط نفس التحنيط بعد الموت كالبشر. في عام 1888، اكتشف فلاح مصري قبرًا كبيرًا يضم نحو ثمانين ألف قطة محنطة، بالقرب من بلدة بني حسن، ويعتقد أنها حنطت بعد عام 1000 قبل الميلاد.

## تاريخها
كانت مافدت أول آلهة معروفة برأس قط في مصر القديمة. خلال فترة حكم الأسرة المصرية الأولى بين عامي 2920-2770 قبل الميلاد، كانت تعتبر حاميةً لغرف الفرعون ضد الثعابين، والعقارب، والشرور. كانت أيضًا تُصور غالبًا برأس نمرٍ (بانثيرا باردوس). كانت بارزة بشكل خاص في عهد الفرعون دن.
الآلهة باستيت معروفة منذ فترة حكم الأسرة المصرية الثانية من عام 2890 قبل الميلاد فصاعدًا على الأقل. كانت في ذلك الوقت تُصوّر برأس أسد (بانثيرا ليو). عُثر على أختام وأواعي حجرية تحمل اسمها، في مقابر الفرعون خفرع والفرعون ني أوسر رع، لتُشير إلى اعتبارها حاميةً منذ منتصف القرن الثلاثين قبل الميلاد، خلال فترة حكم الأسرة المصرية الرابعة والخامسة. تُظهر رسمة جدارية في أرض قبر الأسرة المصرية الخامسة في سقارة، قطة صغيرة ذات طوق، موحيةً أن القطط الأفريقية المروضة، كانت توضع في المساكن الفرعونية، منذ القرن السادس والعشرين قبل الميلاد.
دخلت التمائم برؤوس قطط إلى الموضة في القرن الواحد والعشرين قبل الميلاد، خلال فترة حكم الأسرة المصرية الحادية عشر. توجد لوحة جدارية عن هذه الفترة في قبر باكيت الثالث، تُصوّر قطة في مشهد صيد، تواجه قوارض تشبه الفئران.
يوجد في المدينة الجنائزية أم الجعاب، قبر يحتوي على 17 هيكل عظمي لقطط، يعود تاريخها إلى بدايات القرن العشرين قبل الميلاد. يوجد إلى جانب هذه الهياكل العظمية أوانٍ صغيرة، يُعتقد أنها كانت تحتوي على الحليب للقطط. تُظهر عدة لوحات جدارية على القبور في مدينة طيبة الجنائزية، قططًا بمشاهد مُستأنسة. تعود هذه القبور إلى النبلاء وكبار المسؤولين في فترة حكم الأسرة المصرية الثامنة عشر، وقد بُنيت في القرن الخامس عشر والرابع عشر قبل الميلاد. تظهر الجداريات قطة تجلس تحت كرسي في مقصف، تأكل اللحم والسمك؛ وتظهر في بعضها الآخر برفقة إوزةٍ أو قردٍ. مشاهد قطط تصطاد هي فكرة متكررة أيضًا في اللوحات الجدارية، في مقابر مدينة طيبة.
عُثر على أول مؤشر معروف يدل على تحنيط القطط، في ناووس من الحجر الجيري، منحوت بشكل متقن، ويعود تاريخه إلى عام 1350 قبل الميلاد. من المفترض أن هذا القط كان القط المدلل للأمير تُحتمُس.
ازدادت شعبية الآلهة باستيت ومعبدها في مدينة تل بسطة، منذ فترة حكم الأسرة المصرية الثانية والعشرين، في منتصف خمسينيات القرن التاسع قبل الميلاد. تظهر حاليًا برأس قط صغير فقط. كانت القطط المُستأنسة (فيليس كاتوس) تُعبد بشكل متزايدٍ وتعتبر مقدسةً. وعندما كانت تموت، كانت تُحنّط، وتُكفّن، وتدفن في مقابر القطط. كانت القطط المستأنسة تعتبر تجسيدًا حيًا لباستيت، الذي يحمي المنزل من آكلات الحبوب، بينما كان يُعبد الإله سخمت، الذي يمتلك رأس أسد، باعتباره حاميًا للفرعون. خلال عهد الفرعون أوسركون الثاني في القرن التاسع قبل الميلاد، وُسّع معبد باستيت من خلال قاعة احتفالات. توجد تماثيل قطط وتماثيل صغيرة، تعود لهذه الفترة، بأحجام ومواد متنوعة، بما فيها البرونز المصبوب المجوّف والصلب، والمرمر والخزف.